# Kajacienięta Małe
Kajacienięta Małe − dawniej wieś, obecnie część Kajacienięt na Białorusi, w obwodzie grodzieńskim, w rejonie oszmiańskim, w sielsowiecie Boruny.

## Historia
W czasach zaborów okolica szlachecka w gminie Holszany, w powiecie oszmiańskim, w guberni wileńskiej Imperium Rosyjskiego. W 1905 roku liczyła 40 mieszkańców, 46 dziesięcin.
W latach 1921–1945 wieś leżała w Polsce, w województwie wileńskim, w powiecie oszmiańskim, w gminie Holszany.
W 1931 w 11 domach zamieszkiwało 58 osób.
Wierni należeli do parafii rzymskokatolickiej w Holszanach. Miejscowość podlegała pod Sąd Grodzki w Holszanach i Okręgowy w Wilnie; właściwy urząd pocztowy mieścił się w Holszanach.